# جوشوا كلوتي
جوشوا كلوتي (بالإنجليزية: Joshua Clottey)‏ مواليد 6 أكتوبر 1977 في أكرا، هو ملاكم غاني يصنف ضمن فئة وزن خفيف المتوسط. حقق بطولة الاتحاد الدولي للملاكمة.

## إحصائيات
خاض خلال مسيرته 45 نزالا، فاز في 39 وخسر في 5. فاز بالضربة القاضية في 22 نزالا.

## روابط خارجية
- جوشوا كلوتي على موقع بوكس ريك (الإنجليزية) (registration required)
- جوشوا كلوتي على موقع اتحاد ألعاب الكومنولث (مؤرشف) (الإنجليزية)